# Недзьвяди (Накельський повіт)
Недзьвяди (пол. Niedźwiady, нім. Bärenbruch) — село в Польщі, у гміні Шубін Накельського повіту Куявсько-Поморського воєводства.
Населення — 76 осіб (2011).
У 1975-1998 роках село належало до Бидгощського воєводства.

## Демографія
Демографічна структура станом на 31 березня 2011 року:
|          | Загалом | Допрацездатний вік | Працездатний вік | Постпрацездатний вік |
| -------- | ------- | ------------------ | ---------------- | -------------------- |
| Чоловіки | 40      | 10                 | 27               | 3                    |
| Жінки    | 36      | 12                 | 19               | 5                    |
| Разом    | 76      | 22                 | 46               | 8                    |